# Frédéric Nihous
Frédéric Nihous, né le 15 août 1967 à Valenciennes (Nord), est un homme politique français. Président de Chasse, pêche, nature et traditions (CPNT) de 2008 à 2016, il est candidat de ce parti à l'élection présidentielle de 2007 et conseiller régional des Hauts-de-France de 2016 à 2021.

## Biographie

### Études et jeunesse
Son père est dentiste des Houillères du bassin du Nord et du Pas-de-Calais, son grand-père paternel pharmacien à Raismes est gaulliste, et son grand-père maternel mineur d'origine polonaise est communiste. Frédéric Nihous grandit à Bruay-sur-l’Escaut puis à Douai.
Il est secrétaire général puis vice-président de la fédération départementale des chasseurs du Nord. Il est également à l'origine de la création ou responsable de plusieurs associations départementales ou nationales de défense de la chasse.
Juriste, il est titulaire d’une maitrise de droit public puis d’un DEA en droit économique international et communautaire et d'un DEA en défense nationale et sécurité européenne à l'université Lille-II.

### Carrière professionnelle
Il est chargé de travaux dirigés en droit administratif à l'université Lille-II (UFR de droit, antenne de Cambrai) durant deux ans, puis est nommé chargé de mission au sein d'organismes d'État (Agence de l’eau), dans plusieurs collectivités territoriales du Nord (Douai, Arleux) puis des Pyrénées-Atlantiques. Il est également fonctionnaire au sein du Parlement européen au début des années 2000.

### Parcours politique

#### Débuts
Il est dans un premier temps membre du RPR, dont il est directeur de la fédération du Nord de 1992 à 1995,, et soutient Jacques Chirac à l'élection présidentielle de 1995. Avec plusieurs membres de la fédération du Nord, il s'oppose ensuite à la volonté de la direction nationale du RPR de parachuter des candidats aux élections régionales de 1998 dans le Nord-Pas-de-Calais, ce qui conduit à sa mise à l'écart du parti.
En 1999, il devient secrétaire général du groupe Chasse, pêche, nature et traditions (CPNT) au Parlement européen.
Il dirige la campagne présidentielle de 2002 du candidat CPNT, Jean Saint-Josse, qui recueille 4,23 % des voix. Il déménage alors à Pau pour être assistant parlementaire de Jean Saint-Josse, élu au Parlement européen.

#### Élection présidentielle de 2007
Le 2 septembre 2006, lors d'une primaire interne, il est désigné candidat de CPNT à l'élection présidentielle de 2007 par 82,9 % des délégués. Accompagné par Jean Saint-Josse, qui est son directeur de campagne, il annonce, le 16 mars 2007, avoir déposé 655 signatures de maires au Conseil constitutionnel. Trois jours plus tard, le Conseil constitutionnel valide sa candidature et le retient dans la liste des 12 candidats officiels à l'élection présidentielle.
Son programme électoral est basé sur la défense de la ruralité. Il défend la chasse, propose le retrait de la directive habitats et s'oppose au Pacte écologique de Nicolas Hulot et plus généralement à l'« écologie punitive » prônée selon lui par Les Verts.
Interrogé sur ses ambitions, il se fixe comme objectif premier de battre la candidate du parti des Verts, Dominique Voynet. Le 22 avril 2007, il obtient 420 645 voix, soit 1,15 % des suffrages exprimés, 150 000 voix derrière Dominique Voynet. Frédéric Nihous réalise son meilleur score à Saint-Jean-de-Minervois (Hérault), où il obtient 26,4 % des suffrages exprimés.
En novembre 2007, Frédéric Nihous est chargé par le nouveau Président, Nicolas Sarkozy, d'une mission sur la ruralité et l’agriculture auprès du ministre de l'Agriculture, Michel Barnier. Il rend son rapport sur « La diversification et la valorisation des activités agricoles au travers des services participant au développement rural » en juillet 2008.

#### Président de CPNT
Après la démission de Jean Saint-Josse de la présidence de CPNT, il est élu à la tête du parti, le 14 janvier 2008.
Durant son mandat, il tente d'inscrire CPNT dans le paysage politique en obtenant des élus à chaque élections. À cette fin, il conclut des alliances avec le MPF (lors des élections européennes) puis avec l'UMP (lors des élections régionales), ancrant clairement son parti sur la droite de l'échiquier politique.
Les premières élections auxquelles Frédéric Nihous est confronté en tant que président de parti sont les élections municipales de 2008. Quelques candidats CPNT l'emportent dans de petites villes rurales. Frédéric Nihous est quant à lui élu conseiller municipal dans la commune de Baudreix, dans les Pyrénées-Atlantiques, puis est élu adjoint au maire.
CPNT présente des listes communes avec le MPF aux élections européennes de 2009, sous la bannière du mouvement pan-européen Libertas. Frédéric Nihous est tête de liste dans la circonscription Nord-Ouest et recueille 4,3 % des suffrages exprimés. Eddie Puyjalon, qui deviendra président de CPNT en 2016, est quant à lui tête de liste dans la circonscription Sud-Ouest. Au niveau national, les listes ressemblent un total de 826 357 voix, soit 4,8 % des suffrages exprimés. Seul Philippe de Villiers est élu député européen, mandat qu'il détenait déjà.
En août 2009, Frédéric Nihous annonce l'ouverture de discussions avec l'UMP en vue des élections régionales de 2010 et intègre le Comité de liaison de la majorité présidentielle dans les semaines qui suivent. À la suite de cet accord, CPNT présente 19 candidats en France. Frédéric Nihous est candidat sur la liste de la majorité présidentielle dans la région Aquitaine, figurant en troisième position sur la liste départementale des Pyrénées-Atlantiques ; il entre ainsi au conseil régional d'Aquitaine, siégeant au sein du groupe UMP-CPNT-DVD.
Le conseil national de CPNT le désigne, le 17 juin 2011, pour être son candidat à l'élection présidentielle de 2012. Le 22 février 2012, il renonce à sa candidature, affirmant rencontrer des difficultés à réunir les 500 parrainages nécessaires. Il apporte son soutien au président sortant, Nicolas Sarkozy.
Le 27 avril 2013, Frédéric Nihous est reconduit à la présidence de CPNT. Alors que le conseil national le charge, entre autres, de renforcer le partenariat de CPNT avec l'UMP, il annonce sa volonté d'ouvrir sa succession. Comme convenu, en mars 2016, Eddie Puyjalon lui succède à la tête du parti.

#### Conseiller régional des Hauts-de-France

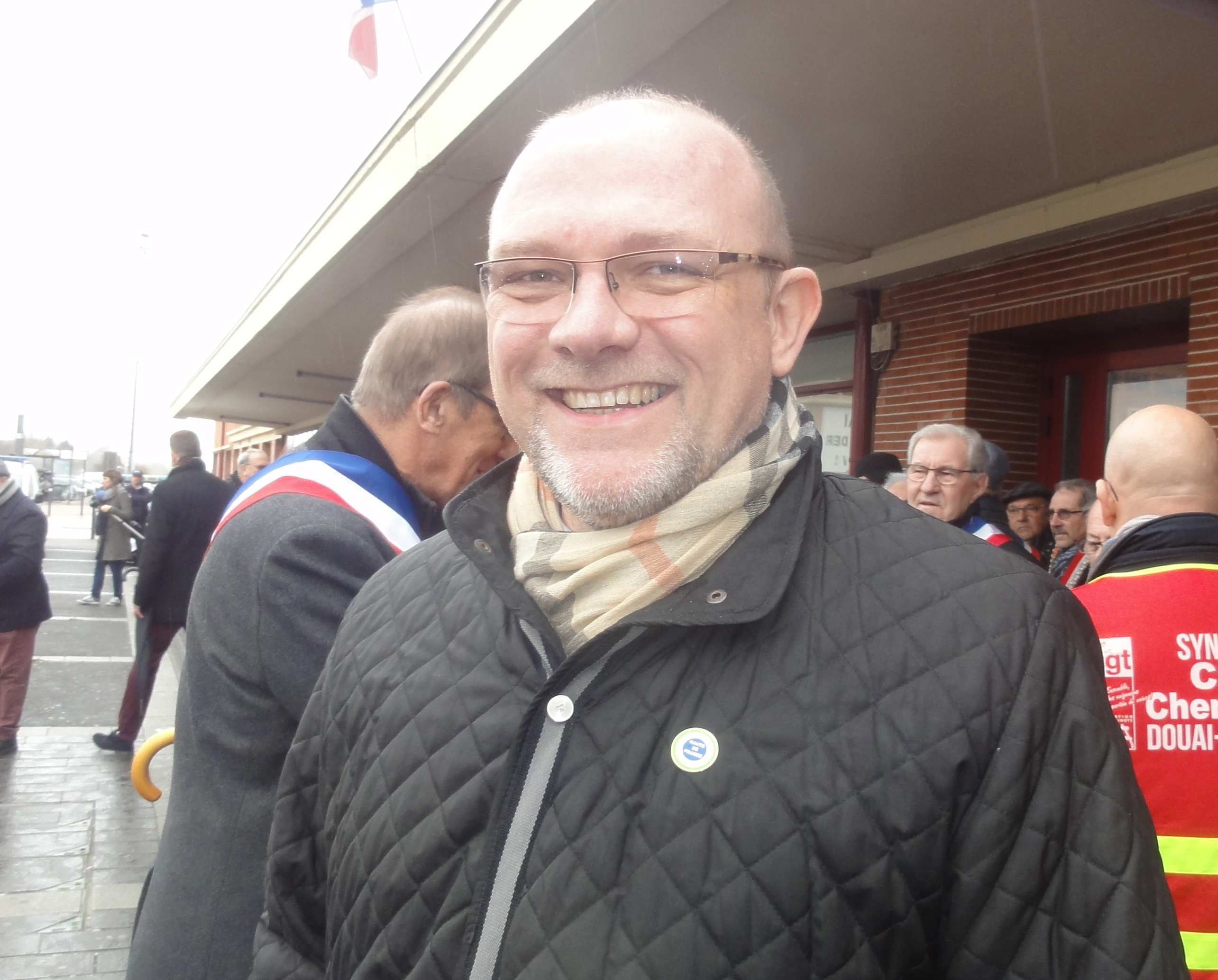
Frédéric Nihous en 2019.

À l'occasion des élections régionales de 2015, il quitte les Pyrénées-Atlantiques, où il habite depuis 13 ans, pour revenir sur ses terres natales du Nord. Candidat sur la liste de Xavier Bertrand en 20e position dans le département du Nord, il est élu conseiller régional et prend ses fonctions le 4 janvier 2016. Il est membre de la commission pour l'aménagement du territoire et la transition énergétique (rénovation urbaine, logement, troisième révolution industrielle, contrat de plan État-région, Europe, fonds structurels) et membre de l'exécutif régional avec la délégation à « la rénovation énergétique des logements ».
Après avoir rejoint Les Républicains (LR), dont CPNT est un parti associé, il se voit nommé, le 17 mars 2018, secrétaire départemental adjoint de la fédération LR du Nord. Il se présente sous l'étiquette LR aux élections législatives de 2017 dans la dix-septième circonscription du Nord ; il ne se qualifie pas pour le second tour, arrivant en cinquième position avec 10,40 % des suffrages exprimés.
Il annonce en octobre 2019 sa candidature à la mairie d'Arleux pour les élections municipales de 2020. Il ne réussit toutefois pas à s'inscrire sur les listes électorales de la commune et sa candidature est annulée à cinq jours du premier tour des élections. Sa liste demeure présente et termine en troisième et dernière position, avec 24,3 % des suffrages exprimés.
Candidat à sa réélection aux élections régionales de 2021, en 45e position dans le Nord sur la liste conduite par Xavier Bertrand, il n’est pas réélu conseiller régional.

## Détail des mandats et fonctions
- 14 janvier 2008 – 12 mars 2016 : président de Chasse, pêche, nature et traditions
- 15 mars 2008 - 1er juillet 2015 : adjoint au maire de Baudreix (Pyrénées-Atlantiques)
- 26 mars 2010 – 13 décembre 2015 : conseiller régional d'Aquitaine
- Du 4 janvier 2016 au 2 juillet 2021 : conseiller régional des Hauts-de-France
- Depuis le 17 mars 2018 : secrétaire départemental adjoint de la fédération Les Républicains du Nord
- Depuis 2023 : vice-président de la Fédération des Républicains du Nord